# Urmas Kirs
Urmas Kirs, né le 5 novembre 1966 à Viljandi en Estonie, est un footballeur international estonien, devenu entraîneur à l'issue de sa carrière, qui évoluait au poste de défenseur.

## Biographie

### Carrière de joueur
Urmas Kirs dispute un match en Ligue des champions.

### Carrière internationale
Urmas Kirs compte 80 sélections et 5 buts avec l'équipe d'Estonie entre 1992 et 2000. 
Il est convoqué pour la première fois par le sélectionneur national Uno Piir pour un match amical contre la Slovénie le 3 juin 1992 (1-1). Par la suite, le 30 octobre 1996, il inscrit son premier but en sélection contre la Finlande, lors d'un match amical (2-2). Il reçoit sa dernière sélection le 26 avril 2000 contre le Luxembourg (1-1).

## Palmarès
- Avec le Flora Tallinn
  - Champion d'Estonie en 1994, 1995, 1997-98 et 1998
  - Vainqueur de la Coupe d'Estonie en 1995 et 1998
  - Vainqueur de la Supercoupe d'Estonie en 1998